# Coupe du monde de cyclisme sur route 1990
Navigation
Édition précédente Édition suivante
La Coupe du monde de cyclisme 1990 fut la 2e édition de la Coupe du monde de cyclisme.

## Épreuves
| Date         | Course                              | Pays        | Vainqueur          | Équipe       |
| ------------ | ----------------------------------- | ----------- | ------------------ | ------------ |
| 17 mars      | Milan-San Remo                      | Italie      | Gianni Bugno       | Château d'Ax |
| 1er avril    | Tour des Flandres                   | Belgique    | Moreno Argentin    | Ariostea     |
| 8 avril      | Paris-Roubaix                       | France      | Eddy Planckaert    | Panasonic    |
| 15 avril     | Liège-Bastogne-Liège                | Belgique    | Eric Van Lancker   | Panasonic    |
| 21 avril     | Amstel Gold Race                    | Pays-Bas    | Adrie van der Poel | Weinmann     |
| 29 juillet   | Wincanton Classic                   | Royaume-Uni | Gianni Bugno       | Château d'Ax |
| 11 août      | Classique de Saint-Sébastien        | Espagne     | Miguel Indurain    | Banesto      |
| 19 août      | GP de Zürich                        | Suisse      | Charly Mottet      | R.M.O        |
| 30 août      | Grand Prix des Amériques            | Canada      | Franco Ballerini   | Del Tongo    |
| 26 septembre | Grand Prix de la Libération         | Pays-Bas    | TVM                | TVM          |
| 14 octobre   | Paris-Tours                         | France      | Rolf Sørensen      | Ariostea     |
| 20 octobre   | Tour de Lombardie                   | Italie      | Gilles Delion      | Castorama    |
| 27 octobre   | Finale de la Coupe du monde (Lunel) | France      | Erik Breukink      | PDM          |

## Classements finals

### Individuel
| Position | Coureur            | Équipe          | Points |
| -------- | ------------------ | --------------- | ------ |
| 1        | Gianni Bugno       | Château d'Ax    | 133    |
| 2        | Rudy Dhaenens      | PDM             | 99     |
| 3        | Sean Kelly         | PDM             | 94     |
| 4        | Franco Ballerini   | Del Tongo       | 89     |
| 5        | Gilles Delion      | Castorama       | 82     |
| 6        | Claudio Chiappucci | Amica Chips     | 78     |
| 7        | Steve Bauer        | Motorola        | 68     |
| 8        | Thomas Wegmüller   | Festina         | 67     |
| 9        | Rolf Sørensen      | Landbouwkrediet | 66     |
| 10       | Federico Echave    | CLAS - Cajastur | 65     |

### Par équipes
| Position | Équipe              | Points |
| -------- | ------------------- | ------ |
| 1        | PDM-Concorde        | 92     |
| 2        | Helvetia-La Suisse  | 77     |
| 3        | Panasonic-Sportlife | 59     |
| 4        | Ariostea            | 55     |
| 5        | Weinmann-SMM Uster  | 52     |